# Copa Constitució 2025
La Copa Constitució 2025 è stata la 33ª edizione della Coppa di Andorra di calcio, iniziata l'11 gennaio 2025 e terminata con la finale disputata il 25 maggio successivo. La squadra vincente si qualifica per la UEFA Conference League 2025-2026. La squadra campione in carica era l'UE Santa Coloma, che ha vinto la sua quarta coppa nazionale nell'edizione 2024.
La competizione è stata vinta dall'Inter Escaldes, che ha vinto la coppa per la terza volta nella sua storia.

## Incontri

### Primo turno
Al primo turno hanno preso parte 10 squadre, con tre club (FC Santa Coloma, FS La Massana e Atlètic Amèrica) che ottengono la qualificazione direttamente ai quarti di finale.
| 11 gennaio 2025     |       |                 |
| UE Santa Coloma     | 5 - 0 | City Escaldes   |
| 12 gennaio 2025     |       |                 |
| Esperança d'Andorra | 0 - 2 | Pas de la Casa  |
| Inter Escaldes      | 6 - 0 | Penya Encarnada |
| Atlètic Escaldes    | 2 - 0 | Ordino          |
| Rànger's            | 1 - 0 | Carroi          |

### Quarti di finale
Le cinque squadre vincenti del primo turno e tre squadre che avevano ottenuto il passaggio automatico si qualificano per i quarti di finale.
| 12 marzo 2025    |                 |                 |
| FS La Massana    | 0 - 2           | UE Santa Coloma |
| Pas de la Casa   | 0 - 3           | Inter Escaldes  |
| 13 marzo 2025    |                 |                 |
| Atlètic Escaldes | 5 - 0           | Atlètic Amèrica |
| FC Santa Coloma  | 1 - 1 (5-6 dtr) | Rànger's        |

### Semifinali
| 16 aprile 2025   |       |                |
| UE Santa Coloma  | 1 - 2 | Inter Escaldes |
| 17 aprile 2025   |       |                |
| Atlètic Escaldes | 2 - 1 | Rànger's       |

## Finale
| Arbitro: | Manuel Antonio Nogueira Fernandes |

|           |           |  |
| Feher 59’ | Marcatori |  |